# Akira Iwasaki
Pour les articles homonymes, voir Iwasaki.
Akira Iwasaki (岩崎昶, Iwasaki Akira) (18 novembre 1903 – 16 septembre 1981) est un important critique de cinéma, historien et producteur de cinéma japonais.

## Biographie
Né à Tokyo, il s'intéresse au cinéma durant ses études à l'université de Tokyo. Très tôt, il participe à l'introduction du cinéma expérimental allemand au Japon, et contribue à faire projeter  A Page of Madness, le chef-d'œuvre de Teinosuke Kinugasa, à Tokyo. Par la suite, il s'investit en politique (marxisme) et consacre sa carrière à promouvoir un cinéma et une critique progressistes. Il a écrit ou édité plus de trente livres de critique de cinéma, d'histoire, de théorie et de biographies au cours de sa carrière. Il est également actif dans la production de films, d'abord à la fin des années 1920 comme membre directeur de la ligue japonaise du cinéma prolétarien (en) (« Prokino »), où il est non seulement la tête pensante du mouvement avec Genjū Sasa, mais aussi un réalisateur à part entière. Quand la « Prokino » est effectivement éliminée par la répression policière dans le cadre des lois de préservation de la paix, Iwasaki poursuit ses activités critiques, s'implique dans le Yuibutsuron Kenkyūkai avec des penseurs tels que Jun Tosaka, mais est finalement arrêté en 1940, en partie pour son opposition à la loi sur le cinéma qui autorise un contrôle accru du gouvernement sur l'industrie du cinéma. Il est le seul critique de cinéma arrêté par la police politique pendant la guerre. Après sa libération, il travaille pendant un certain temps au bureau de l'Association cinématographique du Mandchoukouo  grâce à l'aide de Kan'ichi Negishi.
Après la défaite du Japon à l'issue de la Seconde Guerre mondiale, Iwasaki participe à la critique de ceux qui ont participé à l'effort de guerre. Il rejoint la Nihon Eigasha (Nichiei), société de production principalement de documentaires, et aide à produire deux documentaires importants mais au destin contrarié : Les effets de la bombe atomique sur Hiroshima et Nagasaki, qui est confisqué par les autorités d'occupation du Japon, et La Tragédie du Japon (Nihon no higeki), réalisé par Fumio Kamei, interdit pour sa description critique de l'empereur Hirohito. Tout en continuant à travailler en tant que critique de cinéma pendant les années 1950, notamment dans la participation à un vigoureux débat sur la nature du réalisme cinématographique avec Taihei Imamura, Iwasaki aide à produire quelques-uns des films indépendants réalisés par Tadashi Imai et Satsuo Yamamoto, après que de nombreux réalisateurs de gauche ont été exclus des grands studios lors de la purge rouge.
En 1974, il est membre du jury de la Berlinale 1974.